# پلین، استیرلینگ
پلین (به انگلیسی: Plean) یک روستا در بریتانیا است که در استیرلینگ واقع شده‌است.